# Betula humilis
Betula humilis is een berkensoort met struikvorm, die in moerasbossen in Eurazië voorkomt. In Midden-Europa is de soort bedreigd.
De struik is een 0,5–3 m groot en sterk vertakt. De bast is bruin. De jonge twijgen zijn in het begin behaard en met veel harsblaasjes bedekt. Het vaak asymmetrische ronde tot eironde blad is 1–4 cm lang en 0,5-2,5 cm breed. De top is stomp of iets toegespitst en de bladrand grof, enkel tot dubbel gezaagd. Beide zijden van het blad zijn lichtgroen en aan de onderkant zitten in de hoeken van de nerven soms haartjes. De bladsteel is 2–5 mm lang.
De struik bloeit van april tot in mei. De katjes staan rechtop. De mannelijke katjes zijn in het algemeen iets slanker dan de vrouwelijke. De vrouwelijke, 10–15 mm lange en 5–8 mm dikke katjes hebben korte steeltjes en zijn eirond tot cilindrisch. De vruchtvleugels van het dubbelgevleugelde nootje zijn veel smaller dan het nootje.
... · 
B. albosinensis (Chinese berk) · 
B. ermanii (Goudberk) · 
B. fruticosa  · 
B. humilis  · 
B. lenta (Suikerberk) · 
B. maximowicziana (Grootbladige berk) · 
B. medwediewii (Transkaukasische berk) · 
B. nana (Dwergberk) · 
B. nigra (Rode berk) ·  
B. papyrifera (Papierberk) · 
B. paraermanii · 
B. pendula (Ruwe berk) · 
B. platyphylla (Aziatische berk) · 
B. populifolia (Grijze berk) · 
B. pubescens (Zachte berk) · 
B. utilis (Witte Himalayaberk) · 
...